# 板倉町立北小学校
板倉町立北小学校（いたくらちょうりつ きたしょうがっこう）は、群馬県邑楽郡板倉町にあった公立小学校。

## 教育目標
心豊かな子ども よく考える子ども たくましい子ども

## 沿革
- 1873年（明治6年）9月 - 北大島7ケ村を学区として敬身学舎を創設する。
- 1955年（昭和30年）2月1日 - 板倉町制施行のため、板倉町立北小学校と改称。
- 1964年（昭和39年）9月5日 - プール竣工。
- 1970年（昭和45年）2月14日 - 校歌制定。
- 1972年（昭和47年）3月15日 - 体育館落成。
- 1982年（昭和57年）5月13日 - 鉄筋校舎竣工。
- 1994年（平成6年）1月23日 - 学校創立120周年記念式典挙行。
- 2020年（令和2年）3月31日 - 廃校。

### この節の出典
- 学校沿革 - 下記学校ホームページ内